# Tavinho Moura
Tavinho Moura é o nome artístico de Otávio Augusto Pinto de Moura (Juiz de Fora, 9 de agosto de 1947) é um cantor, compositor, violonista e violeiro brasileiro.
Tavinho é mineiro da geração do Clube da Esquina. Gravou vários discos e trilhas sonoras de filmes, com notável expressividade no meio musical e cinematográfico.
Sua obra é principalmente composta por pesquisa e adaptação do folclore mineiro e brasileiro como por exemplo em "Calix Bento", adaptado da Folia de Reis, ou "Peixinhos do Mar", uma canção tradicional de marujada.
Como compositor já foi gravado por Milton Nascimento, Sérgio Reis, Beto Guedes, Almir Sater, Boca Livre, Simone, Zizi Possi, Pena Branca & Xavantinho, 14 Bis entre outros.

## Carreira
Tavinho é filho de uma dona de casa e de um professor. Com a morte do pai quando ainda era criança, Tavinho, seus irmãos e sua mãe mudaram-se para Belo Horizonte, crescendo no bairro Floresta. No final dos anos 60, aos 22 anos, conheceu os músicos que ficariam conhecidos como o mítico Clube da Esquina e enveredou pelos caminhos da canção.
Em 1972, começou a carreira compondo trilhas sonoras para filmes, o que lhe rendeu diversos prêmios.
Lançou seu primeiro disco Como Vai Minha Aldeia em 1978 pela RCA.
Em 1981, musicou o poema "Cabaret Mineiro", de Carlos Drummond de Andrade, para a trilha sonora do filme homônimo de Carlos Alberto Prates.
Em 2007, estreou na literatura com Maria do Matué – Uma Estória do Rio São Francisco.
Em 2014, seu álbum Minhas Canções Inacabadas foi indicado ao Grammy Latino de Melhor Álbum de Música Regional ou de Raizes Brasileiras.
Em 2017, lança O Anjo na Varanda, dedicado a Fernando Brant, seu parceiro em incontáveis músicas, que havia morrido há dois anos.

## Discografia
- O Anjo na Varanda (2017)
- Beira da Linha - Instrumental de Viola (2015)
- Minhas Canções Inacabadas (2014)
- Rua do Cachorro Sentado (2008)
- Fogueira do Divino - com Fernando Brant (2005)
- Orquestra Sinfônica de Minas Gerais - Palácio das Artes (2004)
- Cruzada (2001)
- O Tronco - Trilha Sonora do Filme (1999)
- Conspiração dos Poetas - com Fernando Brant (1997)
- Diadorado (1995)
- Trindade - com Carla Villar e Marcus Viana (1993)
- O Aventureiro do São Francisco (1994)
- Caboclo D'Água - Instrumental de Viola (1992)
- Noites do Sertão - Trilha Sonora do Filme (1983)
- Engenho Trapizonga (1982)
- Cabaret Mineiro - Trilha Sonora do Filme (1981)
- Tavinho Moura (1980)
- Como Vai Minha Aldeia (1978)

### Participações
- Milton Nascimento - Sua Vida, Sua Música (Milton Nascimento)
- Violeiros do Brasil (Vários Intérpretes)
- Ribeirão Encheu (Pena Branca e Xavantinho)
- Músicas de Minas ("Antonio Dó")
- Contos da Lua Vaga (Beto Guedes)
- Encontros e Despedidas (Milton Nascimento)
- Clube da Esquina n. 2 (Milton Nascimento)
- Sentinela (Milton Nascimento)
- Amor de índio (Beto Guedes)